# Fögderi
Fögderi avsåg i Sverige förr de lokala skattemyndigheternas verksamhetsområde, vilka sorterade under respektive länsstyrelse. 1 januari 1991 omorganiserades skatteväsendet och fögderierna avskaffades, för att ersättas med en skattemyndighet i varje län. År 2004 slogs dessa samman med dåvarande Riksskatteverket (RSV) till det nya Skatteverket.
Kung Gustav Vasa delade in Sveriges rike i skattedistrikt som kallades fögderier. Varje fögderi skapade en detaljerad förteckning på alla gårdar, byar, socken och härad. Denna information skrevs ned i en jordebok.
Till fögderiernas ansvarsuppgifter hörde bland annat mantalsskrivning, taxering och uppbörd av skattemedel. Ansvarig för fögderiets verksamhet var innan år 1918 fogden, eller kronofogde som denne också kallades. Vidare fanns även en häradsskrivare, vilken efter år 1918 övertog chefsverksamheten för fögderiet, liksom en eller flera kronolänsmän, vilka hade fjärdingsmän som biträden. Kronolänsmännen omvandlades år 1918 till landsfiskaler. Fögderierna hade sitt ursprung i de medeltida slottslänen, till vilka landområden fördes för att svara för en borgs underhåll. I praktiken var fögderiet från början en förläning till slottets hövitsman med rätten att uppbära skatt från traktens bönder (mestadels dock för kronans räkning).
Den 1 januari 1918 ändrades fögderierna genom att häradsskrivaren blev chef för fögderiet och ansvaret för indrivnings- och utsökningsverksamheten i riket överfördes på landsfiskalerna och stadsfogdarna. Kronofogdarna avskaffades samtidigt. I riket fanns 119 fögderier samt 70 städer som stod utanför fögderiindelningen. Fögderier var underordnade länen och länsstyrelserna, och fögderierna var under perioden 1918-1965 i sin tur uppdelade i landsfiskalsdistrikt. Sveriges indelning i landsfiskalsdistrikt upphörde 1965. Den 1 januari 1967 infördes en enhetlig indelning i fögderier i hela Sverige, och städernas egna kommunala uppbördsverk förstatligades. Benämningen lokala skattemyndigheten ersatte den tidigare använda häradsskrivaren. Exempelvis hade chefen för Lokala skattemyndigheten i Stockholms fögderi titeln fögderidirektör.